# Зустрічна течія (фільм, 2016)
«Зустрічна течія» (кит. трад. 长江图‎, спр. 長江圖, піньїнь Chángjiāng tú) — китайський драматичний фільм, знятий Янгом Чао. Світова прем'єра стрічки відбудеться 16 лютого 2016 року на Берлінському міжнародному кінофестивалі.

## У ролях
- Гао Цинь
- Сінь Зі Лей

## Визнання
| Нагороди та номінації фільму «Зустрічна течія» | Нагороди та номінації фільму «Зустрічна течія» | Нагороди та номінації фільму «Зустрічна течія» | Нагороди та номінації фільму «Зустрічна течія» | Нагороди та номінації фільму «Зустрічна течія» | Нагороди та номінації фільму «Зустрічна течія» |
| Рік                                            | Кінопремія / Кінофестиваль                     | Категорія / Нагорода                           | Номінант                                       | Результат                                      |                                                |
| ---------------------------------------------- | ---------------------------------------------- | ---------------------------------------------- | ---------------------------------------------- | ---------------------------------------------- | ---------------------------------------------- |
| 2016                                           | Берлінський міжнародний кінофестиваль          | «Золотий ведмідь» за найкращий фільм           | «Зустрічна течія»                              | Номінація                                      |                                                |